# Karl Walter Sprungala
Karl Walter Sprungala (* 14. April 1957 in Weimar; † 7. Juli 2022 in Zinal, Schweiz) war ein deutscher Schauspieler.

## Leben
Sprungala wuchs in Aachen auf, wohin seine Eltern vor dem Mauerbau gezogen waren. Er legte 1976 sein Abitur am Kaiser-Karls-Gymnasium ab und erhielt seine Schauspielausbildung von 1982 bis 1986 an der Hochschule der Künste in Berlin. Anschließend spielte er an verschiedenen Theatern wie dem Grenzlandtheater Aachen, dem Nationaltheater Mannheim und in der Waldburg in Hergenrath (Belgien). Von 2000 bis 2005 war Sprungala festes Ensemblemitglied des Theaters Aachen, seitdem war Sprungala freiberuflich tätig. 2005 absolvierte er einen Workshop bei Carolina Pecheny am Théâtre du Soleil.
Neben seinem Theaterengagement war Sprungala seit 1985 auch in vielen Film- und Fernsehprodukten zu sehen, wie beispielsweise 1999 als „Jürgen Conrad“ in der Lindenstraße oder als „Voltaire“ in Friedrich – Ein deutscher König. In der Fernsehserie Mein Leben & Ich spielte Sprungala den Bibliotheksaufseher. Sprungala wirkte auch in der Fernsehserie SOKO Köln sowie in den Serien SK Babies und Die Familienanwältin mit. In Kinofilmen war er unter anderem in Die Entdeckung der Currywurst von Ulla Wagner sowie in Die Österreichische Methode von Florian Mischa Böder und Parkour von Marc Rensing zu sehen.
Karl Walter Sprungala war der Vater des Schauspielers Pablo Sprungala und lebte in Aachen. Er sprach Deutsch, Englisch, Französisch, Italienisch und Jiddisch sowie einige Dialekte. Er spielte Klavier, Gitarre, Saxophon und Trompete.
Am 7. Juli 2022 verunglückte Sprungala während einer Bergtour in Zinal im Kanton Wallis tödlich.

## Filmografie
- 1986: Am nächsten Morgen kehrte der Minister nicht an seinen Arbeitsplatz zurück
- 1986: Caspar David Friedrich – Grenzen der Zeit
- 1990: Café Meineid (Fernsehserie, 2 Folgen)
- 1994: Einsatz für Lohbeck (Fernsehserie, 2 Folgen)
- 1996: SK-Babies (Fernsehserie, 1 Folge)
- 1997: Mayday – Flug in den Tod
- 1998–1999: Lindenstraße (Fernsehserie, 7 Folgen)
- 1999–2001: Die Wache (Fernsehserie, 2 Folgen, verschiedene Rollen)
- 2001: Nichts bereuen
- 2003: Kommando Holger Meins
- 2004: SOKO Köln (Fernsehserie, Folge Mietsache Mord)
- 2004: SK Kölsch (Fernsehserie, Folge Das Schweigen der Männer)
- 2005: Mein Leben & Ich (Fernsehserie, Folge Modellversuch)
- 2006: Ideallinie (Kurzfilm)
- 2006: Die Österreichische Methode
- 2007: Die Familienanwältin (Fernsehserie, Folge Böses Blut)
- 2008: Die Entdeckung der Currywurst
- 2008: Der Mann an ihrer Seite
- 2009: Kommissar Stolberg (Fernsehserie, Folge Die Tote vom Fluss)
- 2009: Parkour
- 2011: Friedrich – Ein deutscher König
- 2012: Wilsberg: Halbstark
- 2012: Kreutzer kommt … ins Krankenhaus
- 2012: Mord mit Aussicht (Fernsehserie, Folge Das nennt man Camping)
- 2013: Quellen des Lebens
- 2013: Heiter bis tödlich: Zwischen den Zeilen (Fernsehserie, Folge Der Taube auf dem Dach)
- 2014: Saphirblau
- 2015: Und dann noch Paula (Fernsehserie, Folge F*** dich, fremder Mann)
- 2016: Smaragdgrün
- 2017: Alarm für Cobra 11 – Die Autobahnpolizei (Fernsehserie, Folge Überleben)
- 2022: Tatort: Vier Jahre

## Auszeichnungen
Im Jahr 2010 erhielt Karl Walter Sprungala den Kurt-Sieder-Preis für herausragende schauspielerische Leistungen für seine Darstellung der Grenzlandtheaterproduktion „Gretchen 89ff“.